# Bestuurlijke indeling van Saint Kitts en Nevis

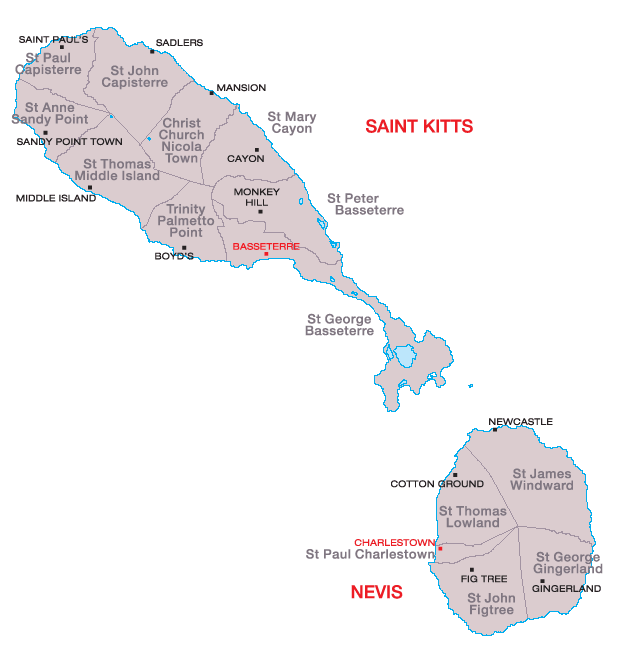
Deelstaten en parishes van Saint Kitts en Nevis

Saint Kitts en Nevis is een federatie, bestaande uit de deelstaten Saint Kitts en Nevis. Deze eilanden zijn op hun beurt ingedeeld in veertien parishes, die te vergelijken zijn met gemeenten.

## Deelstaten
De twee eilanden Saint Kitts en Nevis, gescheiden door de zeestraat The Narrows, zijn elk een deelstaat van de federatie. Saint Kitts is op nationaal niveau de grootste en invloedrijkste deelstaat, maar Nevis heeft een eigen parlement dat wetten mag opstellen die niet door het federale parlement mogen worden geannuleerd. Nevis heeft ook het recht op afscheiding, indien twee derde van de inwoners daar in een referendum zijn steun voor uitspreekt.
Tot 1967 viel Anguilla ook onder deze federatie, maar Saint Christopher, Nevis en Anguilla hoorde destijds tot het Verenigd Koninkrijk. Sinds de onafhankelijkheid van Saint Kitts en Nevis in 1983 is de federale structuur niet aan grote aanpassingen onderhevig geweest, hoewel een referendum voor afscheiding van Nevis in 1998 net niet de vereiste tweederdemeerderheid behaalde.
| Deelstaat   | Hoofdplaats | Opp. (km²) | Inw. (2011) |
| ----------- | ----------- | ---------- | ----------- |
| Saint Kitts | Basseterre  | 168        | 34.918      |
| Nevis       | Charlestown | 93         | 12.277      |

## Parishes
Saint Kitts en Nevis bestaat uit veertien parishes, die te vergelijken zijn met gemeenten. Negen hiervan liggen op het eiland Saint Kitts en vijf op het eiland Nevis. Elke parish ligt aan zee; naar het midden van de eilanden verloopt het oppervlak van elke gemeente bergopwaarts.
| #  | Parish                     | Hoofdplaats           | Opp. (km²) | Inw. (2011) | Kaart                             |
| -- | -------------------------- | --------------------- | ---------- | ----------- | --------------------------------- |
| 1  | Christ Church Nichola Town | Mansion               | 19         | 1.922       | Parishes van Saint Kitts en Nevis |
| 2  | Saint Anne Sandy Point     | Sandy Point Town      | 13         | 2.626       | Parishes van Saint Kitts en Nevis |
| 3  | Saint George Basseterre    | Basseterre            | 29         | 12.635      | Parishes van Saint Kitts en Nevis |
| 4  | Saint George Gingerland    | Gingerland            | 19         | 2.496       | Parishes van Saint Kitts en Nevis |
| 5  | Saint James Windward       | Newcastle             | 31         | 2.038       | Parishes van Saint Kitts en Nevis |
| 6  | Saint John Capisterre      | Sadlers               | 25         | 2.962       | Parishes van Saint Kitts en Nevis |
| 7  | Saint John Figtree         | Figtree               | 21         | 2.432       | Parishes van Saint Kitts en Nevis |
| 8  | Saint Mary Cayon           | Cayon                 | 15         | 3.435       | Parishes van Saint Kitts en Nevis |
| 9  | Saint Paul Capisterre      | Saint Paul Capisterre | 14         | 2.432       | Parishes van Saint Kitts en Nevis |
| 10 | Saint Paul Charlestown     | Charlestown           | 4          | 1.847       | Parishes van Saint Kitts en Nevis |
| 11 | Saint Peter Basseterre     | Monkey Hill           | 21         | 4.670       | Parishes van Saint Kitts en Nevis |
| 12 | Saint Thomas Lowland       | Cotton Ground         | 18         | 2.069       | Parishes van Saint Kitts en Nevis |
| 13 | Saint Thomas Middle Island | Middle Island         | 24         | 2.535       | Parishes van Saint Kitts en Nevis |
| 14 | Trinity Palmetto Point     | Boyd's                | 15         | 1.701       | Parishes van Saint Kitts en Nevis |